# COSL Innovator (schip, 2011)
De COSL Innovator is een Noors halfafzinkbaar boorplatform dat in 2011 werd gebouwd door Yantai Raffles Shipyard voor COSL. Het is gebouwd naar het GM4000-ontwerp dat bestaat uit twee pontons met elk twee kolommen met daarop het werkdek. De boortoren is gebouwd door National Oilwell Varco en Nymo. In 2015 werd de COSL Innovator getroffen door een hoge golf in de Noordzee. Er vielen enkele gewonden en een dode. 

## Geschiedenis

### Eerste contract (2010-2015)
In 2010 verkreeg COSL een contract om met de COSL Innovator te gaan boren op het Noorse continentaal plat voor een periode van acht jaar. Op 21 oktober 2011 werd de COSL Innovator opgeleverd door de Chinese scheepsbouwer Yantai Raffles Shipyard. Op 6 juni 2012 verleende de Petroleum Safety Authority Norway toestemming om te gaan boren in het olie- en gasveld Troll. In september 2014 werd er opnieuw toestemming verleend om met de COSL Innovator te gaan boren. De reeds eerder verleende toestemming werd uitgebreid voor het aanboren van Troll put 31/2-L-22 volgens de zogenaamde controlled mud level-methode. Deze methode wordt door de Noorse oliemaatschappij Equinor in een pilotproject getest en moet leiden tot het produceren van olie uit uitgeputte bronnen.

### Ongeval op de Noordzee (2015-2018)
Op 30 december 2015 werd het booreiland getroffen door een 30 meter hoge golf tijdens een storm. Er vielen drie gewonden van wie later een overleed. Voordat de golf het booreiland bereikte, was het al van de put losgekoppeld. In mei 2016 werd COSL door Noorse autoriteiten beschuldigd van het niet naleven van veiligheidsvoorschriften. In juli 2016 kwam men daarop terug nadat vraagtekens waren gezet bij de interpretatie van de voorschriften.
Na het ongeval annuleerde Equinor, toen nog Statoil geheten, het contract met COSL. Er volgde een rechtszaak die Statoil in 2018 verloor. Het bedrijf moest COSL een bedrag betalen dat kon oplopen tot kr 4 mld.

### Boren op de Noordzee en de Keltische Zee (2018-heden)
Het eerste contract dat gesloten werd na het ongeval was met Lundin Norway AS, dat de COSL Innovator inhuurde voor het aanboren van put 16/4-11 in het olieveld Solveig nabij de kust van Noorwegen. Het contract werd in juli 2017 gesloten maar het duurde tot maart 2018 voordat de Noorse autoriteiten toestemming gaven. Het betrof een testboring die 110 dagen zou duren.
In 2019 werd de COSL Innovator ingehuurd om het olie- en gasveld Barryroe in de Keltische Zee aan te boren. Volgens een persbericht op 1 februari 2019 zou het boren aanvangen in het derde kwartaal van 2019.